# Gedanit

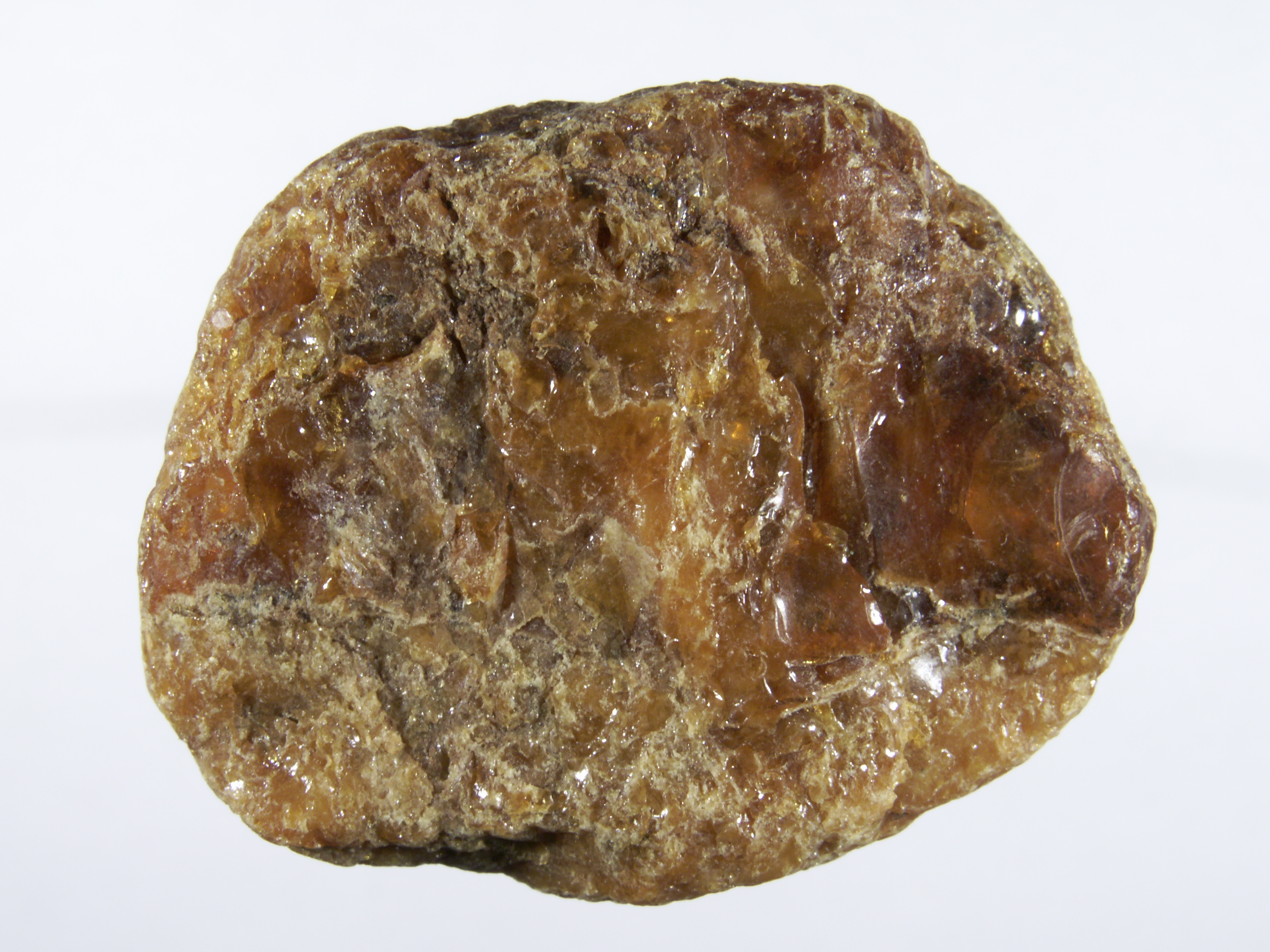
Gedanit aus Bitterfeld; Sammlung: Naturkundliches Museum Mauritianum Altenburg.

Gedanit ist eine Bernsteinart, die 1878 von Otto Helm beschrieben wurde, ergänzende Angaben publizierte er 1896. Gedanit wurde als akzessorischer Bestandteil im Baltischen Bernstein (Succinit) gefunden, sowohl im bergbaulich gewonnenen als auch an den Ostseeküsten angespülten. Der Name geht auf das lateinische Wort Gedanum für die Stadt Danzig zurück. Vom Bitterfelder Bernsteinvorkommen ist Gedanit seit 1986 bekannt. Weitere Funde wurden aus der nördlichen Ukraine (Klessiw bei Riwne) beschrieben. Auch das Infrarotspektrum von Bernstein, der auf der sibirischen Taimyrhalbinsel in der Dolgan-Formation (Cenomanium, Oberkreide) gefunden wurde, zeigt eine bemerkenswerte Ähnlichkeit mit dem des Gedanit.
Die Farbe des meist klaren Gedanit ist gewöhnlich hell weingelb bis goldgelb, selten schmutziggelb und undurchsichtig. Charakteristisch und stark abweichend vom Succinit ist die abstaubende schneeweiße Verwitterungsrinde. Von den Bernsteinsortierern wurde er wegen seiner starken Brüchigkeit als „mürber“ oder „unreifer Bernstein“ bezeichnet und als für die Schmuckherstellung ungeeignet ausgesondert. Im Unterschied zum Succinit enthält Gedanit keine Bernsteinsäure. Gedanit ist weicher als Succinit, die Mohs’sche Härte beträgt 1,5 bis 2,0. Er ist im Gegensatz zu Succinit in organischen Lösungsmitteln viel besser löslich, in Diethylether z. B. zu 63 % und in Leinöl sogar zu 100 %. Eine Gegenüberstellung der unterschiedlichen Löslichkeit enthält die Publikation von 1896. Aufgrund der unterschiedlichen Eigenschaften sah Otto Helm es als gesichert an, dass die Stammpflanze des Gedanit nicht mit der des Succinit identisch ist. Diese Annahme wurde lange Zeit in Frage gestellt, siehe weiter unten. Auf der Grundlage infrarotspektrographischer Untersuchungen an Fundstücken aus Bitterfeld erscheint gesichert, dass die Stammpflanze des Gedanit die ausgestorbene Koniferenart Cupressospermum saxonicum ist.
Gaschromatographische und infrarotspektroskopische Nachuntersuchungen von als Gedanit bezeichneten Stücken verschiedener wissenschaftlicher Sammlungen in den 1980er und 1990er Jahren haben bestätigt, dass zwei verschiedene fossile Harze vorliegen, die sich anhand ihres Gehalts an Bernsteinsäure und in ihrem Infrarotspektrum voneinander und von Succinit unterscheiden lassen. So erbrachte die Analyse einzelner Proben durch Beck (1986) und Lambert (1988) in einem Fall ein Infrarotspektrum, das mit dem des Succinit identisch ist, und im anderen Fall zu einem hiervon deutlich abweichenden Ergebnis führte. Zur Unterscheidung dieser beiden (Gedanit-)„Varianten“ wurde die von Sawkiewicz eingeführte Bezeichnung „Gedano-Succinit“ für die Variante mit geringem Gehalt an Bernsteinsäure übernommen, während als Gedanit nur noch die Variante ohne Bernsteinsäure bezeichnet wird. Andere Autoren haben sogar Übergangsformen zwischen Succinit und Gedanit gefunden, was Zweifel nährte, ob aus der chemischen Struktur fossiler Harze überhaupt Rückschlüsse auf deren botanische Quelle möglich sind. Spekulativ ist auch die Vermutung, dass Gedanit, Gedano-Succinit und Succinit lediglich Stufen einer diagenetischen Alteration ein und desselben Harzes sein könnten.
Bereits Otto Helm hatte im Gedanit gefundene Inklusen erwähnt, Belegstücke befanden sich nach einigen Jahresberichten des Westpreußischen Provinzial-Museums in Danzig, wo Helms nicht erhaltene Sammlung bis zum Zweiten Weltkrieg aufbewahrt wurde. In den meisten auf Bernstein spezialisierten Museen, so zum Beispiel im Deutschen Bernsteinmuseum in Ribnitz-Damgarten, sind Gedanit-Stücke ausgestellt.